# Франсиско Лопес де Гомара
Франсиско Лопес де Гомара (*Francisco López de Gómara, бл. 1511 —бл. 1566) — іспанський священник, учасник захоплення Ернаном Кортесом Ацтекської держави, історик.

## Життєпис
Про родину немає жодних відомостей. Народився у містечку Гомара близько 1511 року. Після отримання домашньої освіти, навчався в Алькальському університеті. По його закінченю став священиком. У 1540 році здійснив поїздку до Риму. Після повернення до Іспанії стає духівником Ернана Кортеса. Супроводжував його у 1541 році під час походу до Алжиру. В цей час починає складати свою історичну працю.
Після смерті Кортеса у 1547 році був священником у Вальядоліді. 1553 року під впливом критики Берналь Діаса дель Кастільйо за наказом короля Філіппа II книги були заборонені до друку, а 1556 або 1557 року звільнено зі служби. Останні роки провів у Севільї.

## Історик
Франсиско де Гомара має у доробку 5 творів: «Загальна історія Індій» (Historia general de las Indias), «Історія завоювання Мексики» (Historia de la conquista de México), «Життя Ернана Кортеса» (Vida de Hernán Cortés), «Аннали Карла V» (Anales de Carlos V), «Хроніка варварів» (Crónica de los Barbarrojas). Найзначущішою є перша із вказаних історичних праць.
Незважаючи на те, що Гомара ніколи не бував у Мексиці, він складав історію ацтеків та їх завоювання, спираючись на спогади Кортеса, його гостей-конкістадорів, з якими часто спілкувався. Завдяки цьому зумів представити багатий фактичний матеріал. Її видано у 1552 році у Севільї, у 1560 році — в Італії, 1578 році — Франції, навіть у Новій Іспанії.
Втім через працю Кастільйо подальше видання книги було заборонено. Заборону було знято лише у 1727 році. Гомара закидають уславлення дій Кортеса за знищення ацтекської цивілізації.